# زرگر (اهر)
زرگر (اهر)، روستایی از توابع بخش مرکزی شهرستان اهر در استان آذربایجان شرقی ایران است.این روستا ۶۷ الی ۹۰ نفر جمعیت دارد.

## جمعیت
این روستا در دهستان بزکش قرار دارد و براساس سرشماری مرکز آمار ایران در سال ۱۳۸۵، جمعیت آن ۹۰ نفر (۱۵خانوار) بوده‌است.